# Scheuerwald
Scheuerwald (Lothringisch Scheierwald/Schäierwald)  ist ein Ortsteil von Launstroff, im Département Moselle der Region Grand Est (bis 2015 Lothringen). Ihre Spitznamen sind Di Scheierwalder Gëns.

## Geschichte
Weitere Schreibweisen lauteten: Schwerwaldt (1779), Scheurwald (1793), Schenervaldt (1801).

### Bevölkerungsentwicklung
| Jahr      | 1800 | 1806 |
| Einwohner | 53   | 51   |